# Petar Trifunović
Petar Trifunović (Dubrovnik, 31. kolovoza 1910. – Beograd, 8. prosinca 1980.), hrvatski šahist i pravnik. Od 1938. živio u Srbiji.

## Životopis
Petar Trifunović bio je najjači hrvatski igrač u razdoblju od 1945. do početka 1960-ih godina. (vidi: Šah u Hrvatskoj).
Rođen u Dubrovniku, ali je djetinjstvo i mladost proveo u Šibeniku. S 19 godina, igrao je simultanku na 17 pločâ naslijepo. Zatim studira pravo u Zagrebu i postaje doktor prava 1933. godine. 
Naslov majstora osvojio je na turniru u Banjoj Luci 1931. godine. Sljedećih godina zbog službe u malim mjestima (Oplencu, Bajinoj Bašti) malo igra na turnirima, ali uspješno nastupa na olimpijadama 1935. i 1937. godine. Godine 1938. nastanjuje se u Beogradu. Uređivao je časopis Šahovski pregled (izlazio 1938. – 1940.).
Nakon Drugog svjetskog rata intenzivnije nastupa na međunarodnim turnirima. U razdoblju 1945-1965. na jakim međunarodnim turnirima 14 puta se plasirao između 1. i 3. mjesta. Godine 1948. u Kopenhagenu je odigrao simultanku naslijepo na 50 pločâ. Naslov velemajstora (koji je onda bilo daleko teže osvojiti nego danas) osvojio je 1953. godine. Pet puta je bio prvak Jugoslavije. Godine 1949. odigrao je neriješeno susret s Najdorfom (6-6). Sedam je puta nastupao za reprezentaciju Jugoslavije na šahovskim olimpijadama i osvojio nekoliko medalja.
Veliki uspjeh bilo mu je osvojeno treće mjesto na velikom turniru u Beogradu 1964. godine. Igrali su tada, među ostalima: tadašnji svjetski prvak Tigran Petrosjan, budući svjetski prvak Boris Spaski i sudionici susreta za svjetsko prvenstvo David Bronštajn i Viktor Korčnoj.
Odlikovao se izrazito opreznom, pozicijskom igrom, tražeći male prednosti, bez većih rizika i obveza. Povremeno je međutim zaigrao i sasvim drugačije, npr. na turniru u Havani 1963. godine pobijedio je velikog kombinatorika Talja, crnim figurama, igrajući vrlo oštri Falkbeerov protugambit (1.e4 e5 2.f4 d5!?).
Bio je poznati šahovski pedgog i trener, organizator (bio je predsjednik Šahovskog saveza Srbije), kapetan ekipe. Živio je u Beogradu više od 40 godina, pa i tamo čuvaju uspomenu na njega. Postoji šahovski klub "Dr. Petar Trifunović", igra se memorijalni turnir, itd. U izdanju Šahovskog kluba "Politika" tiskana je 1995. godine knjiga Izabrane partije velemajstora Petra Trifunovića.
Autor je varijante alekhinove obrane koja se često naziva "trifunovićeva varijanta".
Uređivao je časopis Šahovski pregled koji je izlazio 1938. – 40.

## Djela
Autor je više šahovskih knjiga. 
- Kodeks šahovskih otvaranja u dvije knjige (suautor s Poljakovom). Priručnik teorije otvaranja, doživio više izdanja.
- Fišer ante portas (suautor s Dimitrijem Bjelicom). Knjiga o putu Roberta Fischera do naslova izazivača svjetskog prvaka.
- Za šahovsku krunu. Spaski-Fišer (1972). Knjiga o šahovskom "meču stoljeća" između Borisa Spaskog i Roberta Fischera.

## Vanjske poveznice
- (engl.) Šahovske partije Petra Trifunovića